# Pipe splitting
Il pipe splitting, o taglia tubo, è una tecnologia no dig idonea alla sostituzione di vecchie condotte costituite da materiali duttili (ghisa sferoidale, PEAD, acciaio, PRFV, ecc.)
senza effettuare scavi a cielo aperto (relining sostitutivo).

Consiste nel tiro all'interno del tubo preesistente, di una testa tagliante dotata di un treno di lame e di un divaricatore; man mano che il tiro procede, la testa tagliante apre in due la vecchia tubazione (da qui il nome splitting) mentre il divaricatore allarga i lembi tagliati permettendo il passaggio della nuova tubazione che va ad occupare il volume precedentemente occupato dalla vecchia condotta.
 
Tale procedimento consente di posare nuove condotte in PEAD ed acciaio di diametro esterno maggiore delle condotte esistenti, con incrementi di sezione fino al 150%.

Il pipe splitting, per quanto riguarda sia le fasi di lavorazione, che la composizione dell'impianto di cantiere, è del tutto simile al pipe bursting del quale rappresenta la naturale estensione del concetto e delle modalità di lavoro ai materiali ferrosi duttili (acciaio e ghisa sferoidale) ed ai materiali plastici.

La differenza sostanziale rispetto al pipe bursting consiste nel fatto che invece di utilizzare espansori conici o dirompenti, si impiegano speciali teste taglianti, denominate splitter, dotate di lame affilate, capaci di tagliare con facilità tubi in materiale duttile.